# Stone, Worcestershire
Stone är en ort och civil parish i Storbritannien.   Den ligger i grevskapet Worcestershire och riksdelen England, i den södra delen av landet, 170 km nordväst om huvudstaden London. Stone ligger 91 meter över havet och antalet invånare är 782.
Terrängen runt Stone är huvudsakligen platt, men åt nordost är den kuperad. Runt Stone är det tätbefolkat, med 427 invånare per kvadratkilometer. Närmaste större samhälle är Dudley, 16,8 km nordost om Stone. Trakten runt Stone består till största delen av jordbruksmark.